# Данія в Європейському Союзі
Відносини між Данією та Європейським Союзом — це вертикальні відносини між наднаціональною організацією та однією з її держав-членів.